# Poelpolder (Terneuzen)
De Poelpolder is een polder ten zuiden van Sas van Gent in de Nederlandse provincie Zeeland. De polder behoort tot de Polders van Albert en Isabella.
De Poelpolder is een oud, moerassig gebied, behorende tot Assenede, waar moer voorkwam. Het lag ten zuiden van de Graaf Jansdijk In 1549 werd de Sassevaart van Zelzate naar het noorden gegraven. Hierbij kwam de Poel min of meer apart te liggen.
Eind 16e eeuw werd het gebied geïnundeerd, maar in 1787 werd het ingedijkt. Na het graven van het Kanaal Gent-Terneuzen in 1826 werd de polder geleidelijk in beslag genomen door de industrie, zoals Zeeuwsche Beetwortelsuikerfabriek "Sas van Gent" gestart in 1872 en  Glasfabriek Sas van Gent gestart in 1899, Zuid-Chemie en tegenwoordig Feralco.
In de naburige gemeente Assenede verwijzen een aantal veldnamen nog naar het toponiem Poel, zoals de buurtschap Poel en de Poelbeek.